# Ternana Calcio 1973-1974
Questa voce raccoglie le informazioni riguardanti la Ternana Calcio nelle competizioni ufficiali della stagione 1973-1974.

## Stagione
Con l'addìo di Corrado Viciani, passato sulla panchina del Palermo, nell'estate 1973 la Ternana, reduce dalla retrocessione in Serie B, viene affidata a Enzo Riccomini. Il nuovo allenatore, basando il suo gioco prettamente su una difesa quasi ermetica — con 20 reti subìte la retroguardia rossoverde risulterà la meno battuta del campionato — e sul discreto bottino di gol garantito dal neoacquisto Andrea Prunecchi, attaccante pescato nel Rovereto, ottiene l'immediato ritorno in Serie A grazie al terzo posto in classifica, dietro alle sole Varese e Ascoli; a fronte di un girone di andata chiuso a quota 22 punti, nella tornata conclusiva gli umbri escono alla distanza totalizzando altri 28 punti — migliore performance del girone di ritorno —, rimontando e poi superando il diretto rivale Como nello sprint finale all'ultimo posto utile per la promozione.

## Rosa
| N. |                   | Ruolo | Calciatore          |
| -- | ----------------- | ----- | ------------------- |
|    | Italia (bandiera) | D     | Mauro Agretti       |
|    | Italia (bandiera) | D     | Fernando Benatti    |
|    | Italia (bandiera) | C     | Sandro Crivelli     |
|    | Italia (bandiera) | A     | Salvatore Garritano |
|    | Italia (bandiera) | D     | Rino Gritti         |
|    | Italia (bandiera) | A     | Carlo Jacomuzzi     |
|    | Italia (bandiera) | A     | Renato Luchitta     |
|    | Italia (bandiera) | D     | Giovanni Masiello   |
|    | Italia (bandiera) | P     | Aldo Nardin         |

| N. |                   | Ruolo | Calciatore        |
| -- | ----------------- | ----- | ----------------- |
|    | Italia (bandiera) | C     | Franco Panizza    |
|    | Italia (bandiera) | D     | Gianfranco Platto |
|    | Italia (bandiera) | D     | Andrea Prunecchi  |
|    | Italia (bandiera) | C     | Antonio Quirini   |
|    | Italia (bandiera) | D     | Angelino Rosa     |
|    | Italia (bandiera) | A     | Ferdinando Rossi  |
|    | Italia (bandiera) | C     | Fernando Scarpa   |
|    | Italia (bandiera) | C     | Ermenegildo Valle |

## Risultati

### Serie B

#### Girone di andata
| Arbitro: | Levrero (Genova) |

|                                |           |  |
| Luchitta 18’ Gritti 79’ (rig.) | Marcatori |  |

| Arbitro: | Porcelli (Lodi) |

|            |           |  |
| Regali 55’ | Marcatori |  |

| Terni 14 ottobre 1973 3ª giornata | Ternana          | 0 – 0 | Catanzaro | Stadio Libero Liberati\| Arbitro: \| Branzoni (Pavia) \| |
| Arbitro:                          | Branzoni (Pavia) |       |           |                                                          |

| Arbitro: | Moretto (San Donà di Piave) |

|                          |           |  |
| Prunecchi 76’ Gritti 81’ | Marcatori |  |

| Arbitro: | Trono (Torino) |

|                             |           |               |
| Campanini 40’ Carnevali 75’ | Marcatori | 80’ Prunecchi |

| Arbitro: | Cantelli (Firenze) |

|             |           |  |
| Panizza 28’ | Marcatori |  |

| Reggio Calabria 11 novembre 1973 7ª giornata | Reggina          | 0 – 0 | Ternana | Stadio Comunale\| Arbitro: \| Lenardon (Siena) \| |
| Arbitro:                                     | Lenardon (Siena) |       |         |                                                   |

| Arbitro: | Schena (Foggia) |

|                          |           |                  |
| Gritti 84’ Prunecchi 86’ | Marcatori | 28’, 59’ La Rosa |

| Perugia 25 novembre 1973 9ª giornata | Perugia       | 0 – 0 | Ternana | Stadio Santa Giuliana\| Arbitro: \| Prati (Parma) \| |
| Arbitro:                             | Prati (Parma) |       |         |                                                      |

| Arbitro: | Menicucci (Firenze) |

|                                |           |  |
| Prunecchi 28’ Spimi 53’ (aut.) | Marcatori |  |

| Novara 9 dicembre 1973 11ª giornata | Novara             | 0 – 0 | Ternana | Stadio Comunale\| Arbitro: \| Lazzaroni (Milano) \| |
| Arbitro:                            | Lazzaroni (Milano) |       |         |                                                     |

| Arbitro: | Reggiani (Bologna) |

|                                                         |           |  |
| F. Scarpa 13’ Gritti 22’, 81’ Crivelli 88’ F. Rossi 62’ | Marcatori |  |

| Arbitro: | Martinelli (Catanzaro) |

|               |           |               |
| E. Calloni 5’ | Marcatori | 46’ Prunecchi |

| Arbitro: | V. Lattanzi (Roma) |

|  |           |                 |
|  | Marcatori | 43’ (aut.) Rosa |

| Arbitro: | Panzino (Catanzaro) |

|              |           |  |
| Sperotto 76’ | Marcatori |  |

| Arbitro: | Trinchieri (Reggio Emilia) |

|               |           |  |
| Jacomuzzi 40’ | Marcatori |  |

| Arbitro: | Motta (Monza) |

|             |           |               |
| Del Pelo 4’ | Marcatori | 81’ Prunecchi |

| Taranto 27 gennaio 1974 18ª giornata | Taranto          | 0 – 0 | Ternana | Stadio Salinella\| Arbitro: \| Levrero (Genova) \| |
| Arbitro:                             | Levrero (Genova) |       |         |                                                    |

| Arbitro: | Lazzaroni (Milano) |

|              |           |  |
| Luchitta 36’ | Marcatori |  |

#### Girone di ritorno
| Arbitro: | Menegali (Roma) |

|             |           |               |
| Mujesan 75’ | Marcatori | 81’ F. Scarpa |

| Arbitro: | Picasso (Chiavari) |

|                                          |           |  |
| Prunecchi 70’ Masiello 80’ Garritano 82’ | Marcatori |  |

| Arbitro: | Mascali (Desenzano del Garda) |

|  |           |               |
|  | Marcatori | 60’ Prunecchi |

| Arbitro: | Branzoni (Pavia) |

|                |           |             |
| Francesconi 1’ | Marcatori | 4’ Luchitta |

| Arbitro: | Panzino (Catanzaro) |

|                           |           |                               |
| Prunecchi 71’, 85’ (rig.) | Marcatori | 53’ Silva 76’ (rig.) Colautti |

| Arbitro: | Ciacci (Firenze) |

|  |           |               |
|  | Marcatori | 44’ Prunecchi |

| Arbitro: | Calì (Roma) |

|                                                  |           |             |
| Crivelli 8’ Prunecchi 66’ (rig.) Scarpa 79’, 88’ | Marcatori | 51’ Ferrara |

| Arbitro: | Reggiani (Bologna) |

|                 |           |  |
| Magistrelli 73’ | Marcatori |  |

| Arbitro: | Menicucci (Firenze) |

|                          |           |  |
| Gritti 25’ Garritano 65’ | Marcatori |  |

| Arbitro: | Moretto (San Donà di Piave) |

|            |           |  |
| Casarsa 7’ | Marcatori |  |

| Arbitro: | Trinchieri (Reggio Emilia) |

|               |           |  |
| Garritano 45’ | Marcatori |  |

| Arbitro: | Gonella (Torino) |

|           |           |                   |
| Fanti 56’ | Marcatori | 67’ (aut.) Casati |

| Arbitro: | Panzino (Catanzaro) |

|               |           |  |
| Garritano 81’ | Marcatori |  |

| Arbitro: | Barbaresco (Cormons) |

|  |           |                          |
|  | Marcatori | 36’ Gritti 39’ Garritano |

| Arbitro: | Trono (Torino) |

|                                              |           |                |
| F. Rossi 54’ Jacomuzzi 66’ Gritti 73’ (rig.) | Marcatori | 89’ Roccotelli |

| Arbitro: | Michelotti (Parma) |

|              |           |              |
| R. Rossi 10’ | Marcatori | 39’ F. Rossi |

| Terni 2 giugno 1974 36ª giornata | Ternana          | 0 – 0 | Brindisi | Stadio Libero Liberati\| Arbitro: \| Ciacci (Firenze) \| |
| Arbitro:                         | Ciacci (Firenze) |       |          |                                                          |

| Arbitro: | Serafino (Roma) |

|               |           |  |
| Garritano 76’ | Marcatori |  |

| Arbitro: | Trinchieri (Reggio Emilia) |

|                    |           |                            |
| Benatti 39’ (aut.) | Marcatori | 1’ Garritano 80’ Prunecchi |

### Coppa Italia

#### Primo turno
| Arbitro: | Torelli (Milano) |

|            |           |                    |
| Gritti 56’ | Marcatori | 80’ (rig.) Orlandi |

| Arbitro: | Casarin (Milano) |

|                           |           |              |
| Ferrini 68’ P. Pulici 83’ | Marcatori | 20’ F. Rossi |

| Arbitro: | Prati (Parma) |

|  |           |                          |
|  | Marcatori | 34’, 41’, 69’ C. Petrini |

| Arbitro: | S. Marino (Taranto) |

|             |           |  |
| Filippi 38’ | Marcatori |  |

## Statistiche

### Statistiche di squadra
| Competizione | Punti | In casa | In casa | In casa | In casa | In casa | In casa | In trasferta | In trasferta | In trasferta | In trasferta | In trasferta | In trasferta | Totale | Totale | Totale | Totale | Totale | Totale | DR  |
| Competizione | Punti | G       | V       | N       | P       | Gf      | Gs      | G            | V            | N            | P            | Gf           | Gs           | G      | V      | N      | P      | Gf     | Gs     | DR  |
| ------------ | ----- | ------- | ------- | ------- | ------- | ------- | ------- | ------------ | ------------ | ------------ | ------------ | ------------ | ------------ | ------ | ------ | ------ | ------ | ------ | ------ | --- |
| Serie B      | 50    | 19      | 14      | 4       | 1       | 33      | 7       | 19           | 4            | 10           | 5            | 13           | 13           | 38     | 18     | 14     | 6      | 46     | 20     | +26 |
| Coppa Italia | 1     | 2       | 0       | 1       | 1       | 1       | 4       | 2            | 0            | 0            | 2            | 1            | 3            | 4      | 0      | 1      | 3      | 2      | 7      | -5  |
| Totale       |       | 21      | 14      | 5       | 2       | 34      | 11      | 21           | 4            | 10           | 7            | 14           | 16           | 42     | 18     | 15     | 9      | 48     | 27     | +21 |

### Statistiche dei giocatori
| Giocatore    | Serie B  | Serie B | Serie B     | Serie B    | Coppa Italia | Coppa Italia | Coppa Italia | Coppa Italia | Totale   | Totale | Totale      | Totale     |
| Giocatore    | Presenze | Reti    | Ammonizioni | Espulsioni | Presenze     | Reti         | Ammonizioni  | Espulsioni   | Presenze | Reti   | Ammonizioni | Espulsioni |
| ------------ | -------- | ------- | ----------- | ---------- | ------------ | ------------ | ------------ | ------------ | -------- | ------ | ----------- | ---------- |
| M. Agretti   | 20       | 0       | ?           | ?          | 3            | 0            | ?            | ?            | 23       | 0      | ?           | ?          |
| F. Benatti   | 38       | 0       | ?           | ?          | 4            | 0            | ?            | ?            | 42       | 0      | ?           | ?          |
| S. Crivelli  | 35       | 2       | ?           | ?          | 4            | 0            | ?            | ?            | 39       | 2      | ?           | ?          |
| S. Garritano | 19       | 7       | ?           | ?          | -            | -            | -            | -            | 19       | 7      | 0+          | 0+         |
| R. Gritti    | 35       | 8       | ?           | ?          | 4            | 1            | ?            | ?            | 39       | 9      | ?           | ?          |
| C. Jacomuzzi | 38       | 2       | ?           | ?          | 4            | 0            | ?            | ?            | 42       | 2      | ?           | ?          |
| R. Luchitta  | 34       | 3       | ?           | ?          | 3            | 0            | ?            | ?            | 37       | 3      | ?           | ?          |
| G. Masiello  | 33       | 1       | ?           | ?          | 4            | 0            | ?            | ?            | 37       | 1      | ?           | ?          |
| A. Nardin    | 38       | -20     | ?           | ?          | 4            | -7           | ?            | ?            | 42       | -27    | ?           | ?          |
| F. Panizza   | 30       | 1       | ?           | ?          | 3            | 0            | ?            | ?            | 33       | 1      | ?           | ?          |
| G. Platto    | 29       | 0       | ?           | ?          | 3            | 0            | ?            | ?            | 32       | 0      | ?           | ?          |
| A. Prunecchi | 29       | 13      | ?           | ?          | 4            | 0            | ?            | ?            | 33       | 13     | ?           | ?          |
| A. Quirini   | 1        | 0       | ?           | ?          | 1            | 0            | ?            | ?            | 2        | 0      | ?           | ?          |
| A. Rosa      | 34       | 0       | ?           | ?          | 4            | 0            | ?            | ?            | 38       | 0      | ?           | ?          |
| F. Rossi     | 17       | 3       | ?           | ?          | 4            | 1            | ?            | ?            | 21       | 4      | ?           | ?          |
| F. Scarpa    | 17       | 4       | ?           | ?          | -            | -            | -            | -            | 17       | 4      | 0+          | 0+         |
| E. Valle     | 7        | 0       | ?           | ?          | -            | -            | -            | -            | 7        | 0      | 0+          | 0+         |